# 直齒裸胸鱔
直齒裸胸鱔，又稱直齒裸胸鯙，為輻鰭魚綱鰻鱺目鯙亞目鯙科的其中一種，分布於中東太平洋的Fanning島海域，棲息深度6-27公尺，為底棲性魚類，屬肉食性，生活習性不明。

## 擴展閱讀
維基物種上的相關：直齒裸胸鱔